# Municipio de Denmark (Míchigan)
El municipio de Denmark (en inglés: Denmark Township) es un municipio ubicado en el condado de Tuscola en el estado estadounidense de Míchigan. En el año 2010 tenía una población de 3068 habitantes y una densidad poblacional de 33,56 personas por km².

## Geografía
El municipio de Denmark se encuentra ubicado en las coordenadas 43°25′41″N 83°37′46″O / 43.42806, -83.62944. Según la Oficina del Censo de los Estados Unidos, el municipio tiene una superficie total de 91.41 km², de la cual 91,36 km² corresponden a tierra firme y (0,05 %) 0,05 km² es agua.

## Demografía
Según el censo de 2010, había 3068 personas residiendo en el municipio de Denmark. La densidad de población era de 33,56 hab./km². De los 3068 habitantes, el municipio de Denmark estaba compuesto por el 96,54 % blancos, el 0,49 % eran afroamericanos, el 0,42 % eran amerindios, el 1,24 % eran asiáticos, el 0,81 % eran de otras razas y el 0,49 % eran de una mezcla de razas. Del total de la población el 3,85 % eran hispanos o latinos de cualquier raza.